# 笹川駅
笹川駅（ささがわえき）は、千葉県香取郡東庄町笹川にある、東日本旅客鉄道（JR東日本）成田線の駅である。

## 歴史
仮駅名は「下総笹川駅」だった。当駅開設に伴い東北本線と水郡線の笹川駅は1931年（昭和6年）10月30日に安積永盛に改称。

### 年表
- 1931年（昭和6年）11月10日：鉄道省佐原 - 当駅間開業時に終着駅として開設[1]。旅客・貨物取扱[3]。
- 1933年（昭和8年）3月11日：成田線・当駅 - 松岸間延伸開業[1]。
- 1971年（昭和46年）10月1日：貨物及び荷物扱い廃止[3]。
- 1987年（昭和62年）4月1日：国鉄分割民営化に伴い、東日本旅客鉄道（JR東日本）の駅となる[1]。
- 2009年（平成21年）3月14日：ICカード「Suica」の利用が可能となる[4]。東京近郊区間に組込まれる[4]。
- 2021年（令和3年）4月1日：この日より終日無人駅化[2]。

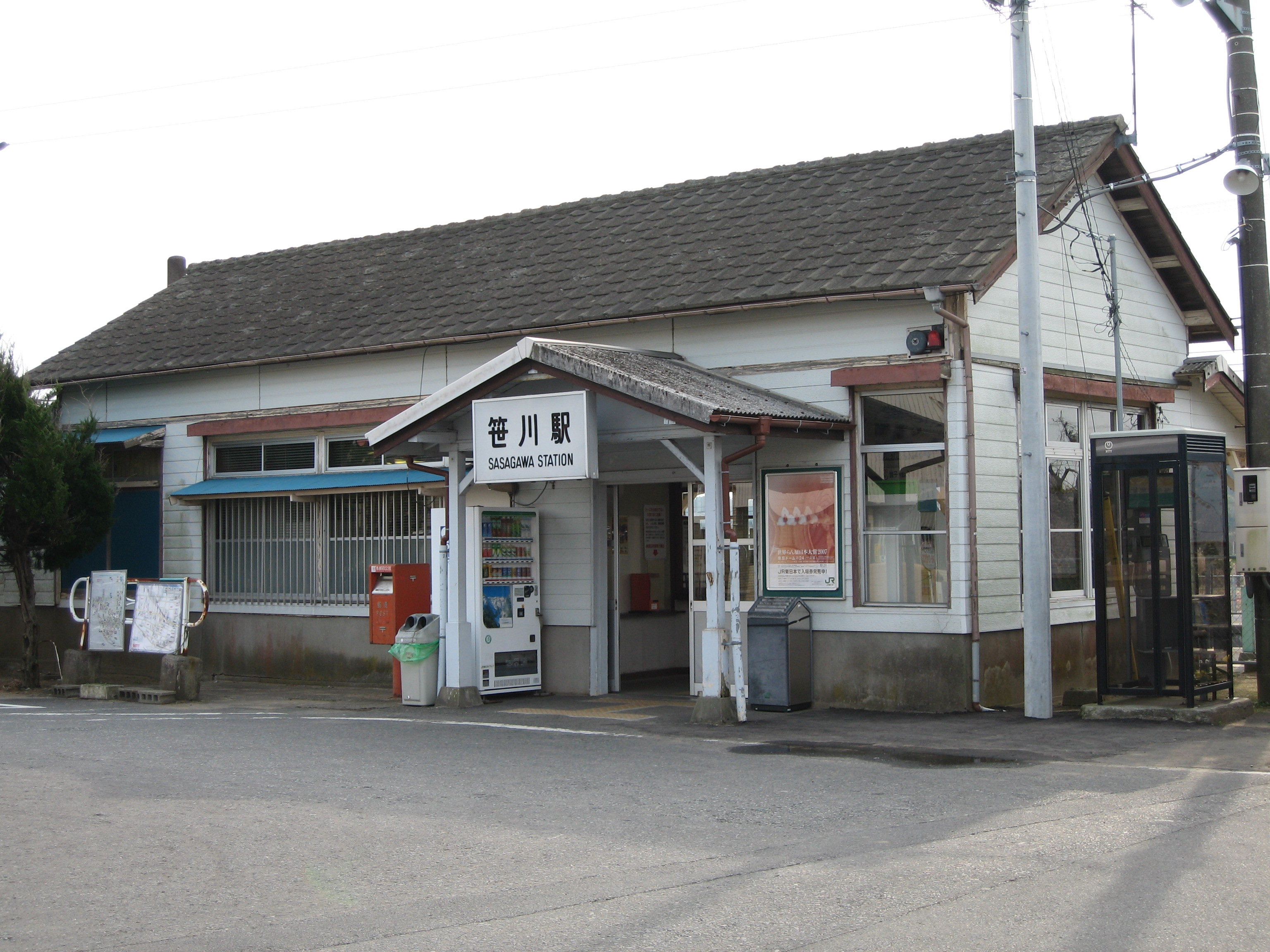
改装前の駅舎（2007年1月）

## 駅構造
相対式ホーム2面2線を有する地上駅。ホームは嵩上げされていない。2つのホームは跨線橋で結ばれている。
成田統括センター（佐原駅）管理の無人駅。乗車駅証明書発行機・簡易Suica改札機が設置されている。トイレは下総橘駅と同じタイプで多機能トイレを併設した浄化槽による男女別の水洗式で、改札外に設置されている。
駅前広場に隣接して、駐車場と駐輪場が整備されている。駐車場は通勤等の恒常的な使用は禁止されている。

### のりば
| 番線 | 路線    | 方向 | 行先           |
| ---- | ------- | ---- | -------------- |
| 1    | ■成田線 | 下り | 椎柴・銚子方面 |
| 2    | ■成田線 | 上り | 佐原・千葉方面 |

（出典：JR東日本:駅構内図）
- 開業当初は駅南東方の入正醤油の工場に続く引込線が存在していた。この引込線は、1931年（昭和6年）11月に成田線が笹川駅まで開通したのと同時期に入正醤油まで敷設された。延長は約710メートル。醤油の運搬の他、原料の大豆や塩、ボイラーの燃料とした石炭などが運ばれ、1959年（昭和34年）頃まで使用された。
- ホームは8両編成まで対応する。

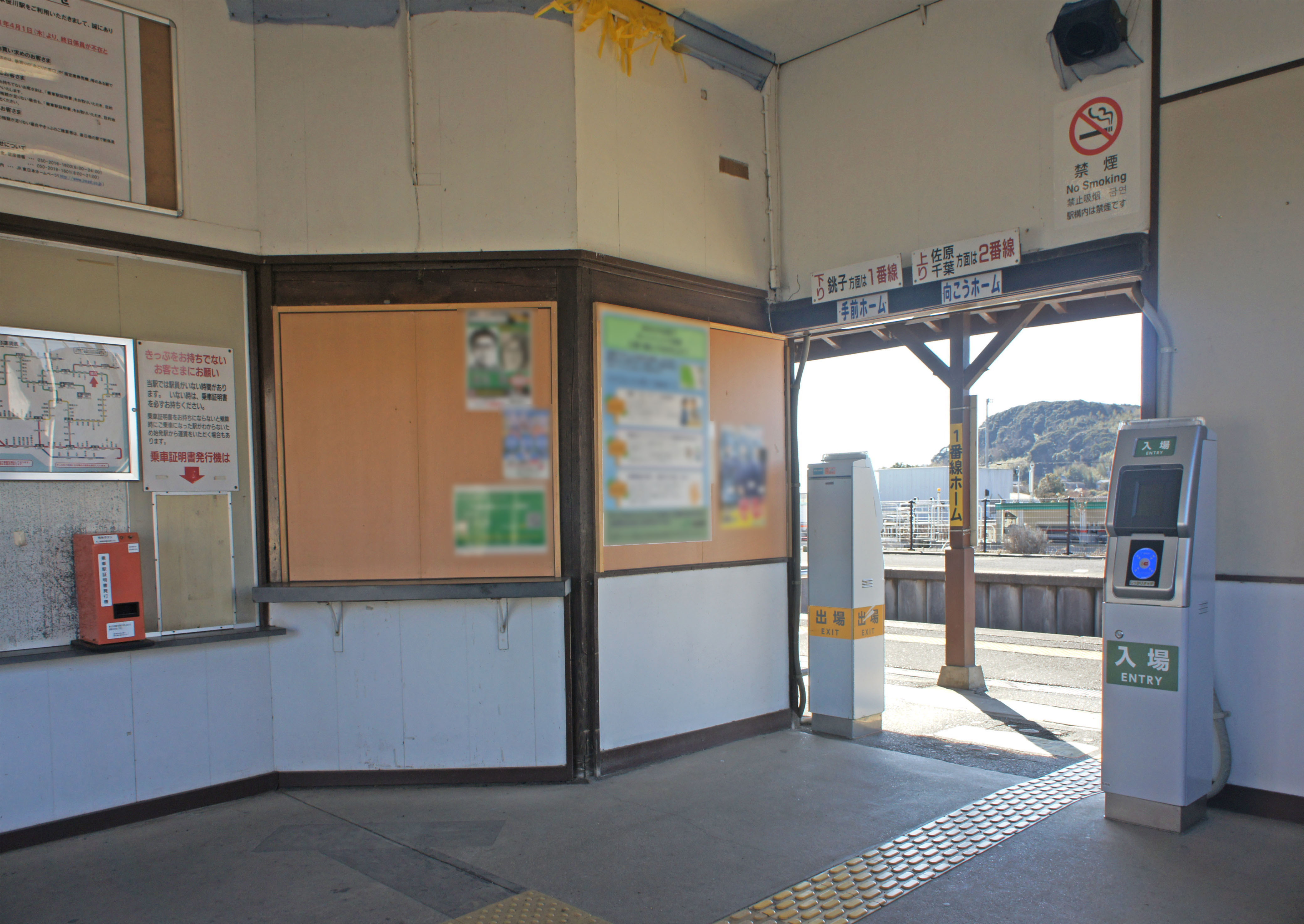
改札口（2022年2月）
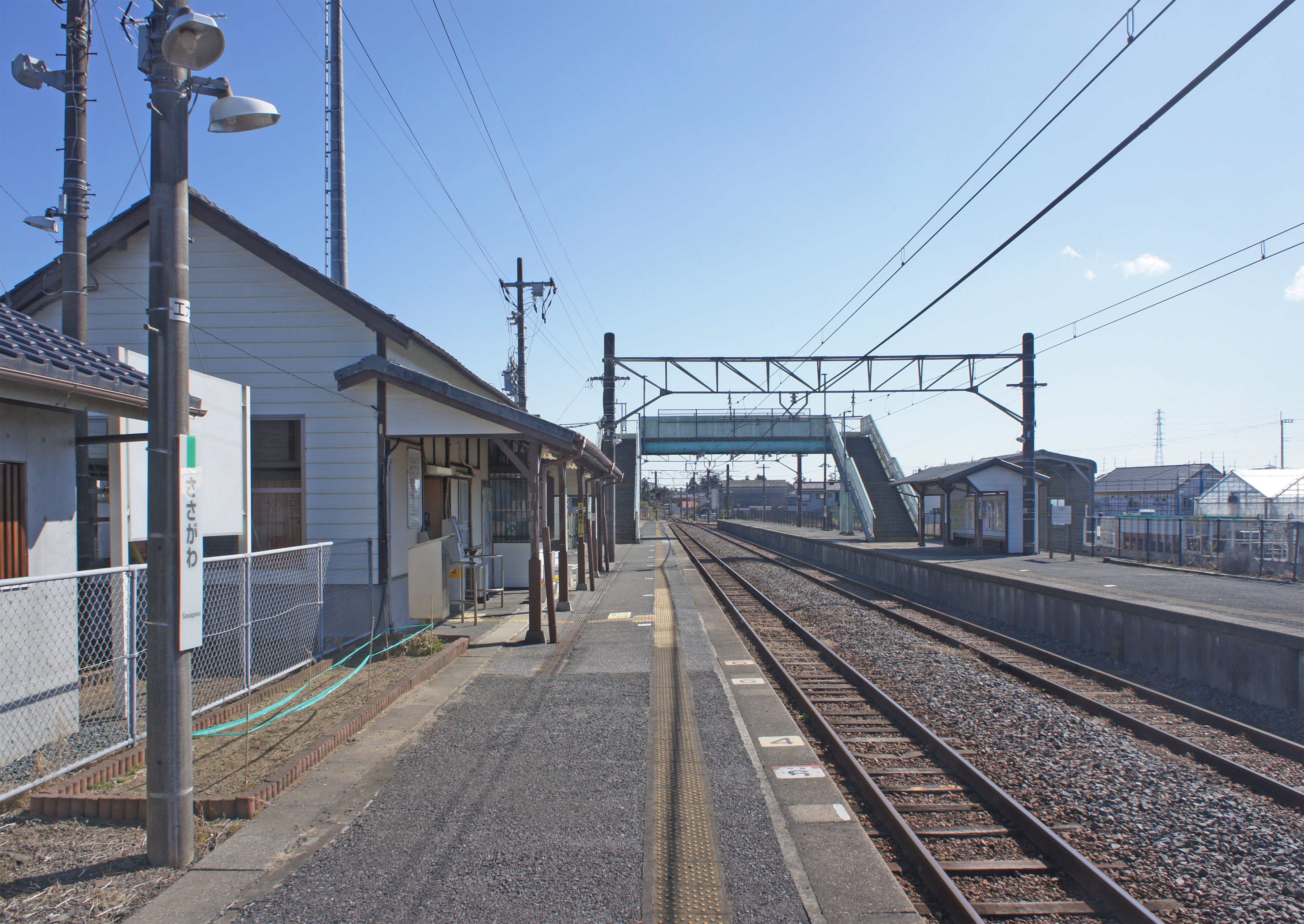
駅ホーム（2022年2月）

## 利用状況
2019年（令和元年）度の1日平均乗車人員は318人である。
JR東日本および千葉県統計年鑑によると、近年の1日平均乗車人員の推移は以下の通り。
| 年度               | 1日平均 乗車人員 | 出典     |
| ------------------ | ---------------- | -------- |
| 1990年（平成02年） | 735              | [ * 1 ]  |
| 1991年（平成03年） | 764              | [ * 2 ]  |
| 1992年（平成04年） | 755              | [ * 3 ]  |
| 1993年（平成05年） | 710              | [ * 4 ]  |
| 1994年（平成06年） | 677              | [ * 5 ]  |
| 1995年（平成07年） | 644              | [ * 6 ]  |
| 1996年（平成08年） | 610              | [ * 7 ]  |
| 1997年（平成09年） | 543              | [ * 8 ]  |
| 1998年（平成10年） | 546              | [ * 9 ]  |
| 1999年（平成11年） | 532              | [ * 10 ] |
| 2000年（平成12年） | 529              | [ * 11 ] |
| 2001年（平成13年） | 521              | [ * 12 ] |
| 2002年（平成14年） | 481              | [ * 13 ] |
| 2003年（平成15年） | 467              | [ * 14 ] |
| 2004年（平成16年） | 444              | [ * 15 ] |
| 2005年（平成17年） | 421              | [ * 16 ] |
| 2006年（平成18年） | 419              | [ * 17 ] |
| 2007年（平成19年） | 420              | [ * 18 ] |
| 2008年（平成20年） | 398              | [ * 19 ] |
| 2009年（平成21年） | 392              | [ * 20 ] |
| 2010年（平成22年） | 406              | [ * 21 ] |
| 2011年（平成23年） | 385              | [ * 22 ] |
| 2012年（平成24年） | 373              | [ * 23 ] |
| 2013年（平成25年） | 388              | [ * 24 ] |
| 2014年（平成26年） | 375              | [ * 25 ] |
| 2015年（平成27年） | 377              | [ * 26 ] |
| 2016年（平成28年） | 371              | [ * 27 ] |
| 2017年（平成29年） | 347              | [ * 28 ] |
| 2018年（平成30年） | 320              | [ * 29 ] |
| 2019年（令和元年） | 318              | [ * 30 ] |

## 駅周辺
- 国道356号（利根水郷ライン）
- 千葉県道209号笹川停車場線
- 東庄町役場
- 香取警察署東庄交番
- 東庄郵便局
- 東庄町立笹川小学校
- 千葉銀行笹川支店
- 佐原信用金庫笹川支店
- JAかとり東庄支店
- 桁沼川
- 諏訪神社

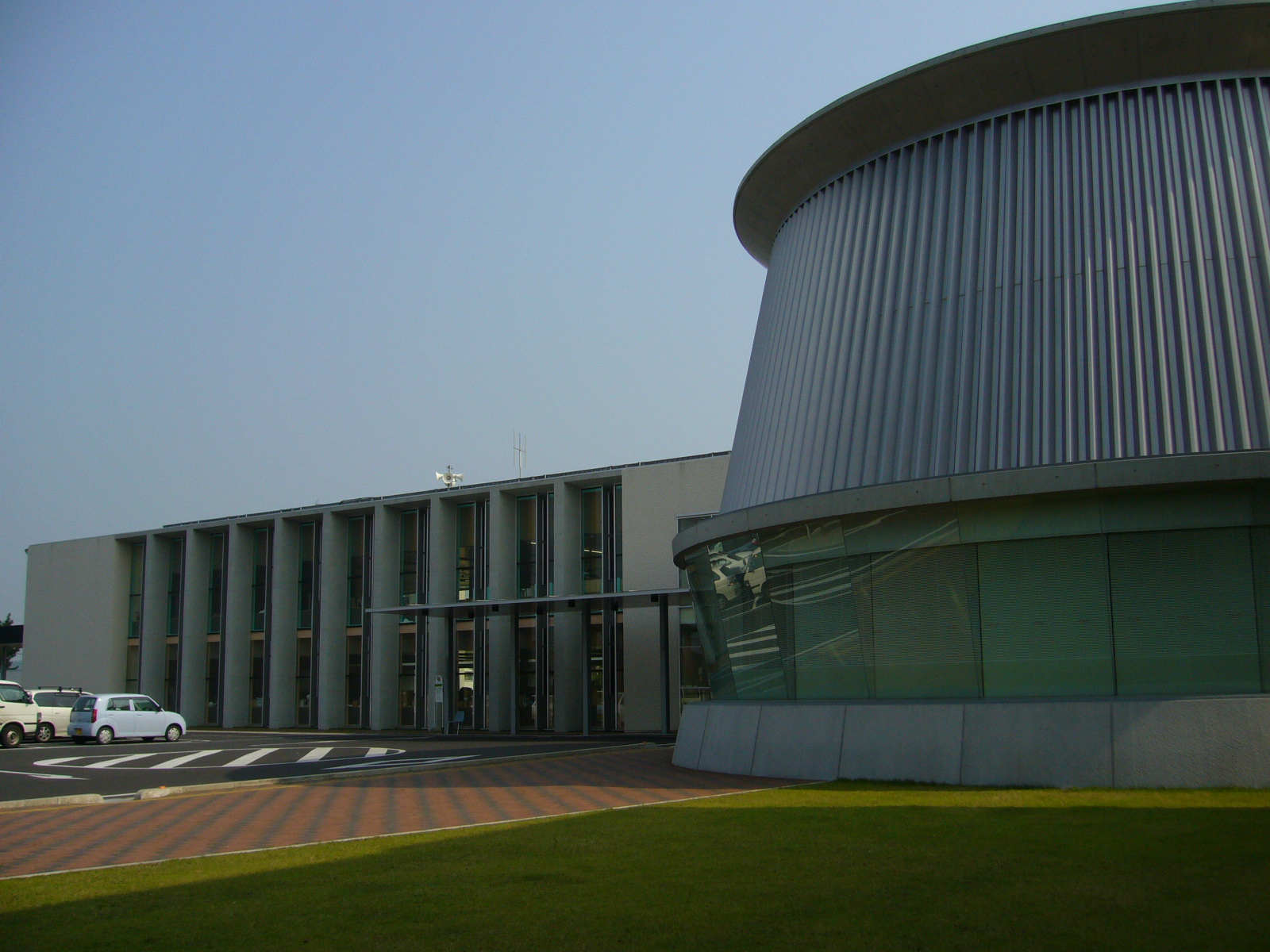
東庄町役場

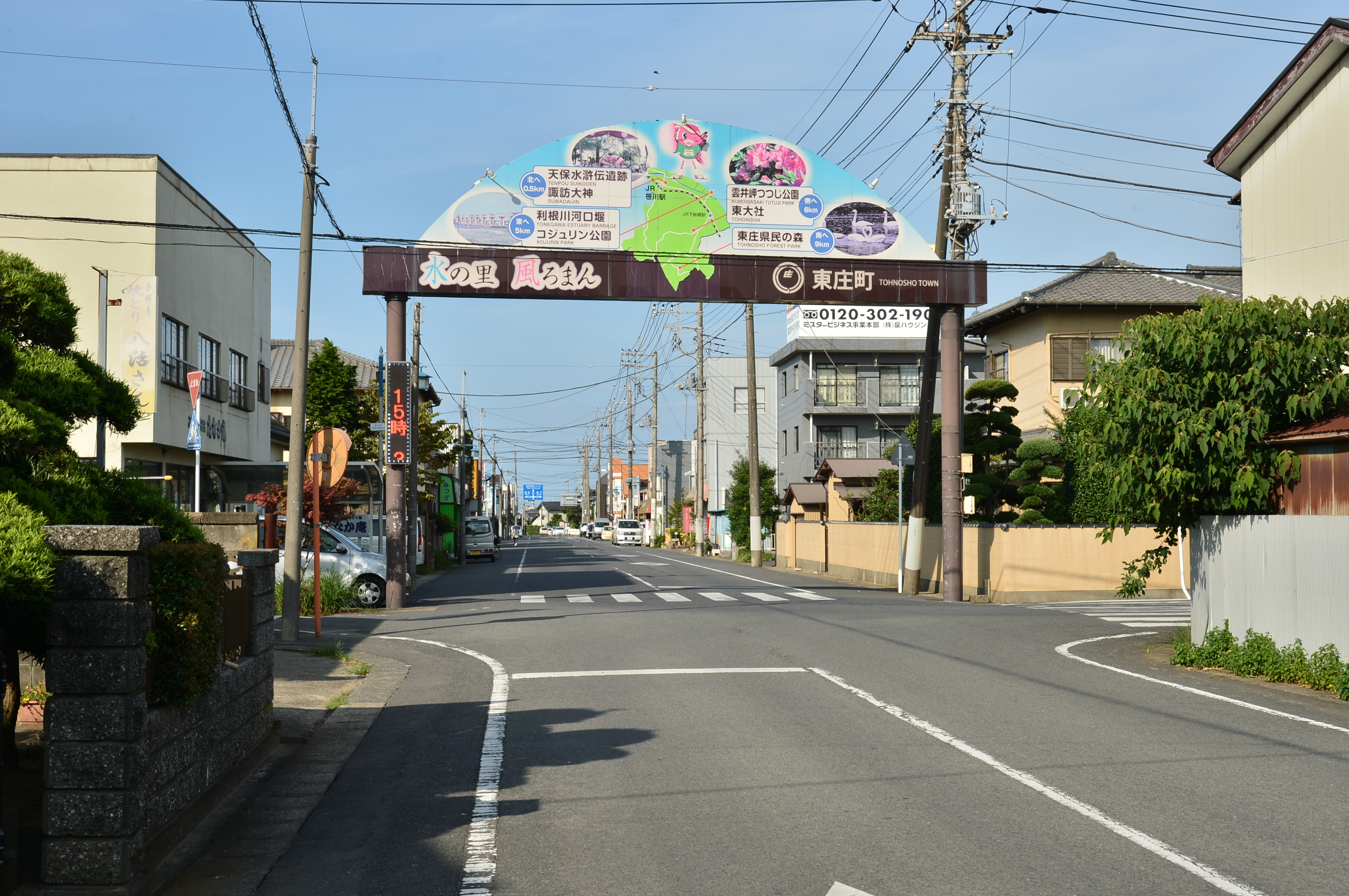
駅前の笹川停車場線（2017年8月）

  - 奉納相撲（諏訪神社秋季大祭）が毎年7月に行われる。国定忠治や清水次郎長らも参加したと言われている。
  - 天保水滸伝遺品館
- 入正醤油
- 磯山観光いちご園
- オーシャンフィールド第4野球場
- タイヨー東庄店
- ヤックスドラッグ東庄店

## 隣の駅
東日本旅客鉄道（JR東日本）
■成田線
小見川駅 - 笹川駅 - 下総橘駅

### 記事本文
1. 1 2 3 4  曽根悟（監修） 著、朝日新聞出版分冊百科編集部 編『週刊 歴史でめぐる鉄道全路線 国鉄・JR』 26号 総武本線・成田線・鹿島線・東金線、朝日新聞出版〈週刊朝日百科〉、2010年1月17日、23頁。
2. 1 2 3  “営業施策について説明を受ける!” (PDF).   JR東労組千葉地方本部 (2020年6月12日). 2020年6月13日時点のオリジナルよりアーカイブ。2020年6月13日閲覧。
3. 1 2  石野哲（編）『停車場変遷大事典 国鉄・JR編 Ⅱ』JTB、1998年、625頁。ISBN 978-4-533-02980-6。
4. 1 2  『Suicaをご利用いただけるエリアが広がります。』（PDF）（プレスリリース）東日本旅客鉄道、2008年12月22日。オリジナルの2019年5月3日時点におけるアーカイブ。2019年7月30日閲覧。

### 利用状況
1. ↑  千葉県統計年鑑 - 千葉県
2. ↑  香取市統計書 - 香取市

JR東日本の2000年度以降の乗車人員
1. ↑  各駅の乗車人員（2000年度） - JR東日本
2. ↑  各駅の乗車人員（2001年度） - JR東日本
3. ↑  各駅の乗車人員（2002年度） - JR東日本
4. ↑  各駅の乗車人員（2003年度） - JR東日本
5. ↑  各駅の乗車人員（2004年度） - JR東日本
6. ↑  各駅の乗車人員（2005年度） - JR東日本
7. ↑  各駅の乗車人員（2006年度） - JR東日本
8. ↑  各駅の乗車人員（2007年度） - JR東日本
9. ↑  各駅の乗車人員（2008年度） - JR東日本
10. ↑  各駅の乗車人員（2009年度） - JR東日本
11. ↑  各駅の乗車人員（2010年度） - JR東日本
12. ↑  各駅の乗車人員（2011年度） - JR東日本
13. ↑  各駅の乗車人員（2012年度） - JR東日本
14. ↑  各駅の乗車人員（2013年度） - JR東日本
15. ↑  各駅の乗車人員（2014年度） - JR東日本
16. ↑  各駅の乗車人員（2015年度） - JR東日本
17. ↑  各駅の乗車人員（2016年度） - JR東日本
18. ↑  各駅の乗車人員（2017年度） - JR東日本
19. ↑  各駅の乗車人員（2018年度） - JR東日本
20. ↑  各駅の乗車人員（2019年度） - JR東日本

千葉県統計年鑑
1. ↑  千葉県統計年鑑（平成3年）
2. ↑  千葉県統計年鑑（平成4年）
3. ↑  千葉県統計年鑑（平成5年）
4. ↑  千葉県統計年鑑（平成6年）
5. ↑  千葉県統計年鑑（平成7年）
6. ↑  千葉県統計年鑑（平成8年）
7. ↑  千葉県統計年鑑（平成9年）
8. ↑  千葉県統計年鑑（平成10年）
9. ↑  千葉県統計年鑑（平成11年）
10. ↑  千葉県統計年鑑（平成12年）
11. ↑  千葉県統計年鑑（平成13年）
12. ↑  千葉県統計年鑑（平成14年）
13. ↑  千葉県統計年鑑（平成15年）
14. ↑  千葉県統計年鑑（平成16年）
15. ↑  千葉県統計年鑑（平成17年）
16. ↑  千葉県統計年鑑（平成18年）
17. ↑  千葉県統計年鑑（平成19年）
18. ↑  千葉県統計年鑑（平成20年）
19. ↑  千葉県統計年鑑（平成21年）
20. ↑  千葉県統計年鑑（平成22年）
21. ↑  千葉県統計年鑑（平成23年）
22. ↑  千葉県統計年鑑（平成24年）
23. ↑  千葉県統計年鑑（平成25年）
24. ↑  千葉県統計年鑑（平成26年）
25. ↑  千葉県統計年鑑（平成27年）
26. ↑  千葉県統計年鑑（平成28年）
27. ↑  千葉県統計年鑑（平成29年）
28. ↑  千葉県統計年鑑（平成30年）
29. ↑  千葉県統計年鑑（令和元年）
30. ↑  千葉県統計年鑑（令和2年）